# Nabil Lasmari
Nabil Lasmari (født 8. februar 1978 i Algeriet) er en algerisk badmintonspiller. Han har ingen større internationale mesterskabs titler, men kvalificerede sig til VM i 2007, hvor han tabte i anden runde mod Dicky Palyama fra Nederlandene. Lasmari blev udtaget til at repræsentere Algeriet ved sommer-OL 2008, hvor han røg ud i anden runde mod den danske mester Peter Gade. Han er også blevet afrikansk mester to gange.